# 팬 아웃
팬 아웃(영어: fan out)은 논리 회로에서 하나의 논리 게이트의 출력이 얼마나 많은 논리 게이트의 입력으로 사용되는지에 대해 서술할 때에 쓰인다.
팬 아웃이 크다는 말은 하나의 출력이 많은 논리게이트의 입력으로 사용된다는 뜻이다. 팬 아웃이 너무 크면 무리가 많이 가거나 신호가 제대로 전달되지 않을 수 있기 때문에 중간에 버퍼나 NOT 게이트 두 개를 연결하여 해결하기도 한다.